# Definizione di pianeta

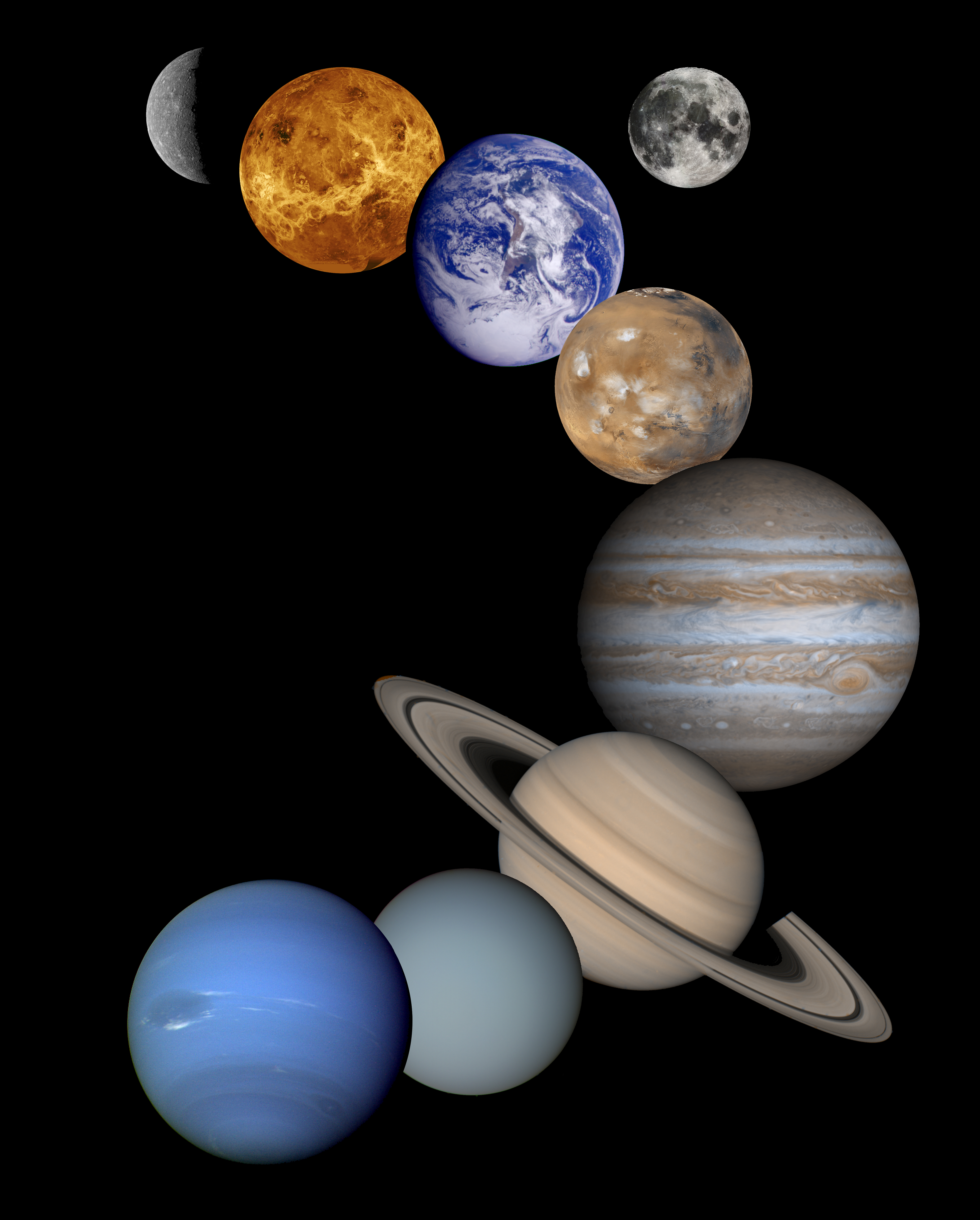
Rappresentazione (non in scala) degli otto pianeti del sistema solare e della Luna.

Il 24 agosto 2006, al termine dell'Assemblea Generale di Praga dell'Unione Astronomica Internazionale (International Astronomy Union, o IAU), venne approvato il testo completo della definizione di pianeta del sistema solare, che individua tre categorie di oggetti: pianeti, pianeti nani e corpi minori del sistema solare. Alla definizione di pianeta corrispondono Mercurio, Venere, la Terra, Marte, Giove, Saturno, Urano e Nettuno; a quella di pianeta nano corrispondono oggetti come Plutone, Cerere, Haumea, Makemake ed Eris.
Il termine pianeta ha subito numerose trasformazioni nel corso della storia, nell'antichità è passato da astro vagante a corpo celeste orbitante attorno al Sole; in questo contesto anche il Sole e la Luna erano considerati pianeti.
Prima del 2006, nel sistema solare erano considerati pianeti gli otto corpi più grandi che orbitavano intorno al Sole (Mercurio, Venere, Terra, Marte, Giove, Saturno, Urano e Nettuno) con l'aggiunta di Plutone, che dal 1930, anno della sua scoperta, venne da subito considerato il nono pianeta, portando quindi a nove il numero totale dei pianeti del sistema solare.
Con la scoperta di Eris del 2003, la cui massa è risultata maggiore di Plutone, nonché degli altri oggetti transnettuniani di grandi dimensioni, è venuta la necessità di una nuova definizione per pianeta, in quanto considerare pianeta ogni oggetto transnettuniano di dimensioni paragonabili a Plutone, avrebbe comportato l'inclusione di un numero eccessivo di oggetti.
Nella ridefinizione del termine dell'UAI, per essere considerato tale un pianeta deve orbitare attorno al Sole, avere forma sferica o comunque quella corrispondente al suo equilibrio idrostatico, e infine possedere la dominanza orbitale, ovvero l'assenza, nella propria fascia orbitale, di corpi di dimensioni comparabili a quelle del pianeta che non siano o suoi satelliti o comunque ad esso gravitazionalmente legati.
Da questa definizione, dopo acceso dibattito, venne quindi escluso Plutone, poiché non possiede il requisito della dominanza orbitale. In conseguenza di tale decisione, il numero dei pianeti del sistema solare passò da nove agli attuali otto. 

## Storia
Storicamente, il concetto di pianeta è mutato con il progredire delle conoscenze scientifiche. Come rivela l'etimologia del termine (che in greco significa "vagabondo"), nell'antichità venivano considerati "pianeti" tutti gli astri che si spostano nel cielo notturno rispetto allo sfondo delle stelle fisse: la Luna, il Sole, Mercurio, Venere, Marte, Giove e Saturno. Erano escluse le comete che, pur muovendosi, erano considerate fenomeni atmosferici. Con l'introduzione del modello eliocentrico, la Terra fu classificata tra i pianeti, mentre il Sole e la Luna ne furono chiaramente distinti. Il successivo sviluppo delle tecniche osservative con l'introduzione del telescopio permise la scoperta di Urano, Nettuno e Plutone, i quali furono subito inseriti nell'elenco dei pianeti del Sistema solare. Successive osservazioni evidenziarono le anomalie di Plutone rispetto agli altri pianeti: un'orbita significativamente eccentrica, inclinata rispetto al piano dell'eclittica, e una massa pari a un quinto di quella della Luna.
Era già accaduto che oggetti ritenuti pianeti al momento della scoperta fossero poi riclassificati, dopo lo studio dello loro caratteristiche. Negli ultimi anni del XX secolo nacque una discussione sull'opportunità di riclassificare Plutone tra gli asteroidi, resa sempre più concreta dalla scoperta di numerosi altri oggetti orbitanti oltre l'orbita di Nettuno. La necessità di una decisione fu dettata dall'individuazione di Eris, più massiccio di Plutone. Riconoscere Eris come il decimo pianeta avrebbe richiesto implicitamente una definizione di pianeta che assumesse le dimensioni di Plutone come arbitrario limite inferiore.
In una serie di riunioni iniziata nel 2005, l'Unione Astronomica Internazionale cercò di individuare, alla luce delle conoscenze scientifiche, i requisiti che caratterizzano un pianeta. Tali caratteristiche vennero individuate nell'equilibrio idrostatico e nella dominanza orbitale, oltre che nel fatto di orbitare attorno al Sole. La pubblicazione della nuova definizione suscitò proteste. Alcuni proposero di mantenere Plutone tra i pianeti e di aumentare, piuttosto che ridurre, il numero dei pianeti, applicando eventualmente una distinzione tra pianeti principali (gravitazionalmente dominanti) e altri pianeti.

### I pianeti nell'antichità

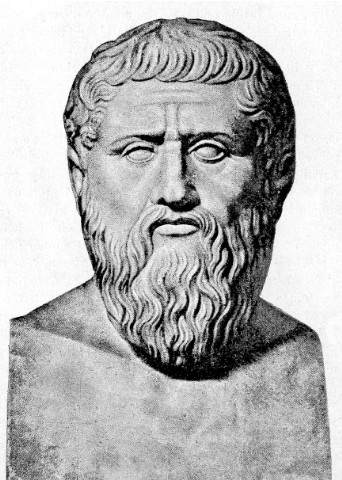
Platone.

La conoscenza dei pianeti è stata acquisita nella Preistoria ed è un elemento comune alla maggior parte delle civiltà. Il termine "pianeta" è invece di origine greca. I Greci credevano che la Terra fosse ferma al centro dell'universo, in accordo con il modello geocentrico, e che gli oggetti nel cielo e il cielo stesso ruotassero intorno ad essa. Gli astronomi greci utilizzavano la locuzione πλάνητες ἀστέρες plànētes astéres, stelle vagabonde, per descrivere gli oggetti del cielo che si muovevano nel corso dell'anno, in contrasto con gli ἀπλανεῖς ἀστέρες aplanêis astéres, le "stelle fisse", che sembrano immobili nelle loro posizioni relative sulla sfera celeste.
La cosmologia greco-romana riconosceva l'esistenza di sette pianeti: la Luna, Venere, Mercurio, il Sole, Marte, Giove e Saturno; alcuni studiosi ritengono che gli astronomi antichi operassero una distinzione tra il Sole e la Luna e gli altri cinque pianeti di aspetto stellare, come riporta il naturalista tedesco Alexander von Humboldt:
(Alexander von Humboldt, Cosmos, 1845-1862)

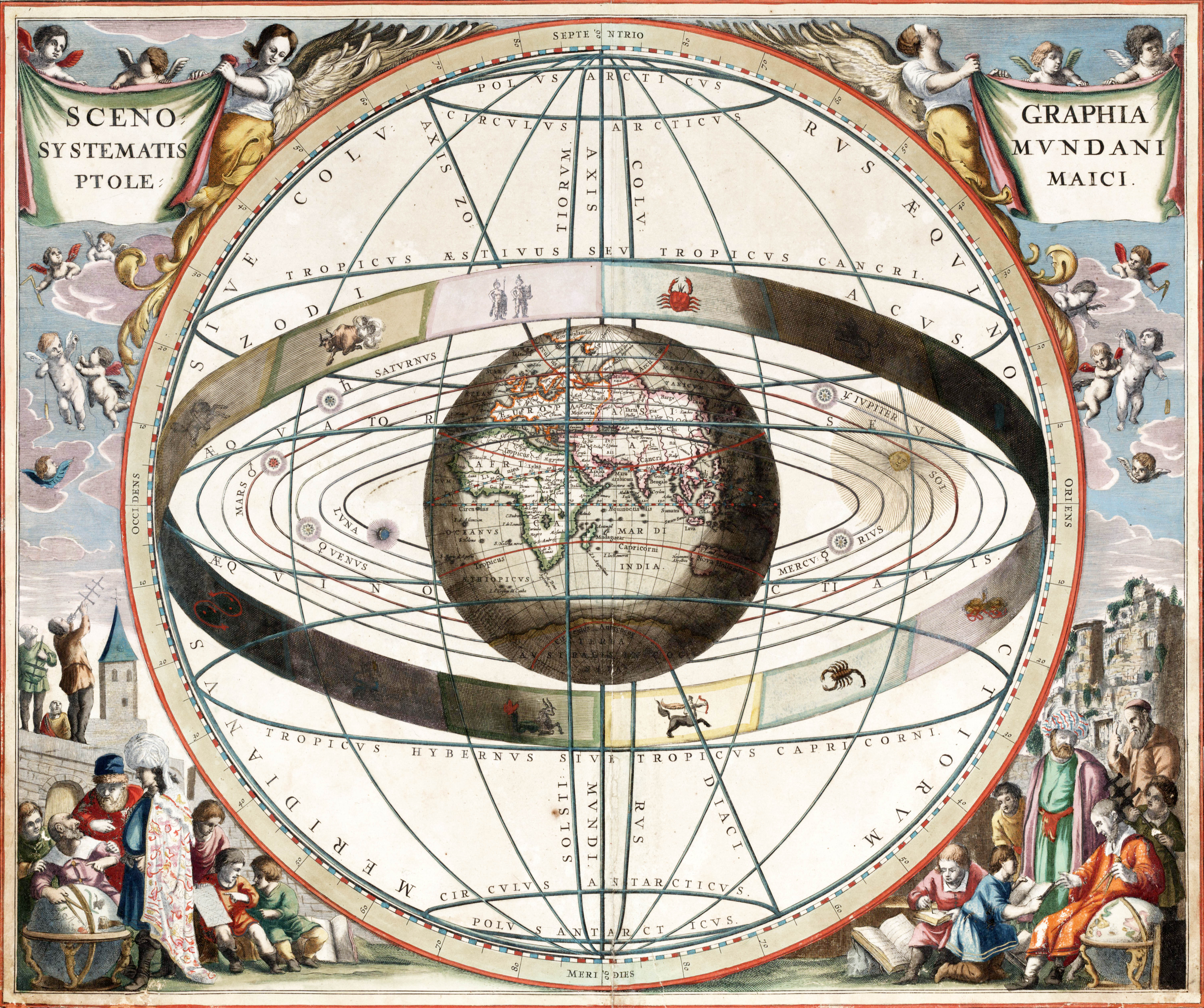
Il sistema geocentrico o tolemaico.

Nel Timeo, scritto intorno al 360 a.C., Platone menziona «il sole, e la luna, e cinque altri astri che s'addomandano pianeti».
Aristotele fa una distinzione simile nel De caelo (Sul cielo): «I movimenti del sole e della luna sono inferiori a quelli di alcuni dei pianeti».
Nel 350 a.C. Arato nei Phenomena tradusse in versi un trattato di astronomia di Eudosso di Cnido e descrisse «quelle cinque altre sfere, che si mescolano [alle costellazioni] e ruotano vagando su ogni lato delle dodici figure dello Zodiaco».
Nell'Almagesto, scritto nel II secolo, Claudio Tolomeo fa riferimento «al Sole, alla Luna ed a cinque pianeti». Igino nel De astronomia menziona «le cinque stelle che molti hanno chiamato vaganti e che i Greci chiamano Planeta». Marco Manilio, che visse sotto gli imperatori Augusto e Tiberio, nell'Astronomica, considerato uno dei testi principali dell'astrologia moderna, dice: «ora il dodecatemorio è diviso in cinque parti, perché tante sono le stelle chiamate vaganti che con il loro luminoso transito brillano in cielo».
Sette pianeti sono presenti in Cicerone, Somnium Scipionis, scritto intorno al 53 a.C., in cui lo spirito di Scipione l'Africano proclama: «Sette di queste sfere contengono i pianeti, un pianeta in ogni sfera, che si muovono nella direzione contraria rispetto al moto del cielo». Plinio il Vecchio nel trattato Naturalis historia, scritto tra il 23 ed il 79 a.C., fa riferimento alle «sette stelle, che a causa del loro moto chiamiamo pianeti, poiché ogni stella cammina meno di quanto esse facciano». Il poeta greco Nonno di Panopoli, che visse probabilmente attorno alla prima metà del V secolo, dice in Dionysiaca: «Ho oracoli di storia su sette tavole, e le tavole recano i nomi dei sette pianeti».

### I pianeti nel Medioevo

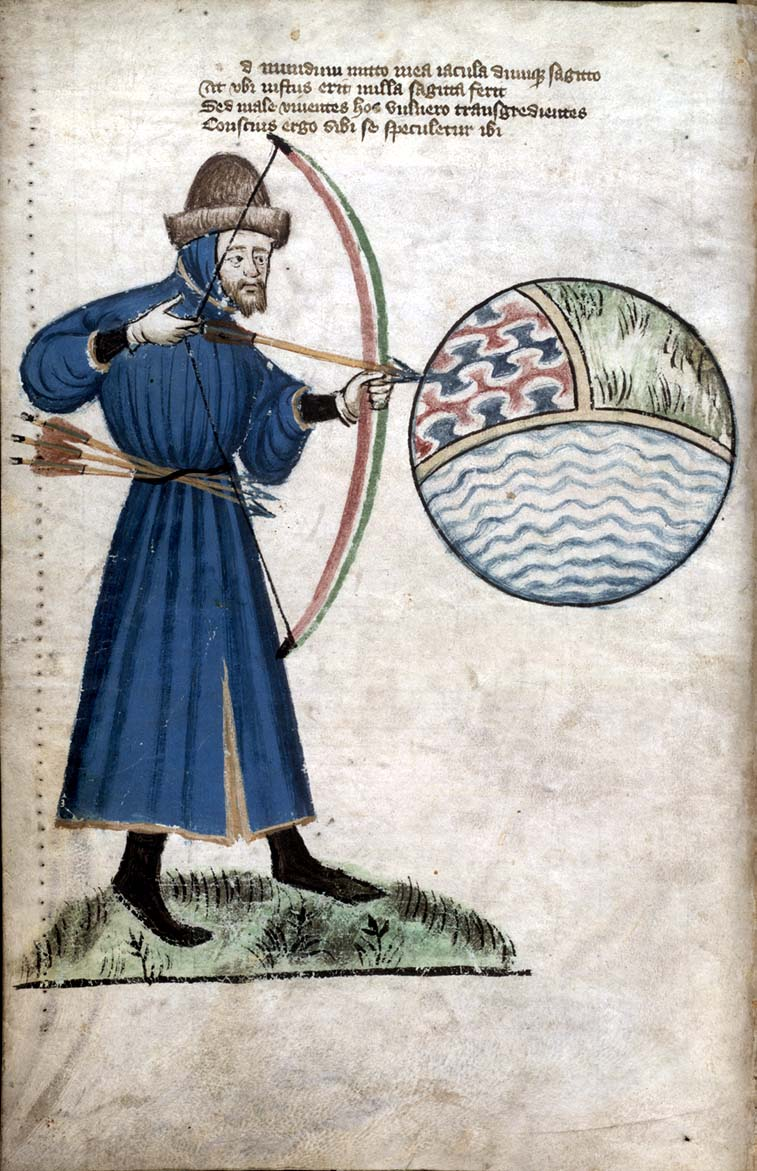
John Gower.

Gli scrittori medievali e rinascimentali generalmente accettavano l'idea che esistano sette pianeti. Il manuale medievale di introduzione all'astronomia, il De Sphaera di Giovanni Sacrobosco, includeva il Sole e la Luna tra i pianeti, mentre il più avanzato Theorica planetarum presentava la «teoria dei sette pianeti» e le istruzioni alle Tavole alfonsine insegnavano come «trovare per mezzo delle tavole i moti principali del Sole, della Luna e degli altri pianeti». Nel XIV secolo, il poeta inglese John Gower nelle Confessio Amantis si riferisce al Sole e alla Luna come a pianeti. Anche Dante nel Paradiso si riferisce al Sole e alla Luna come a dei pianeti, riprendendo la concezione aristotelica.
Anche Niccolò Copernico, che portò all'affermazione della teoria eliocentrica, fu ambivalente riguardo al fatto che Sole e Luna fossero pianeti. Nel De revolutionibus orbium coelestium, Copernico chiaramente separa «il sole, la luna, i pianeti e le stelle»; tuttavia nella dedica a papa Paolo III, fa riferimento al «moto del sole e della luna... e degli altri cinque pianeti».

### I pianeti nell'Era moderna

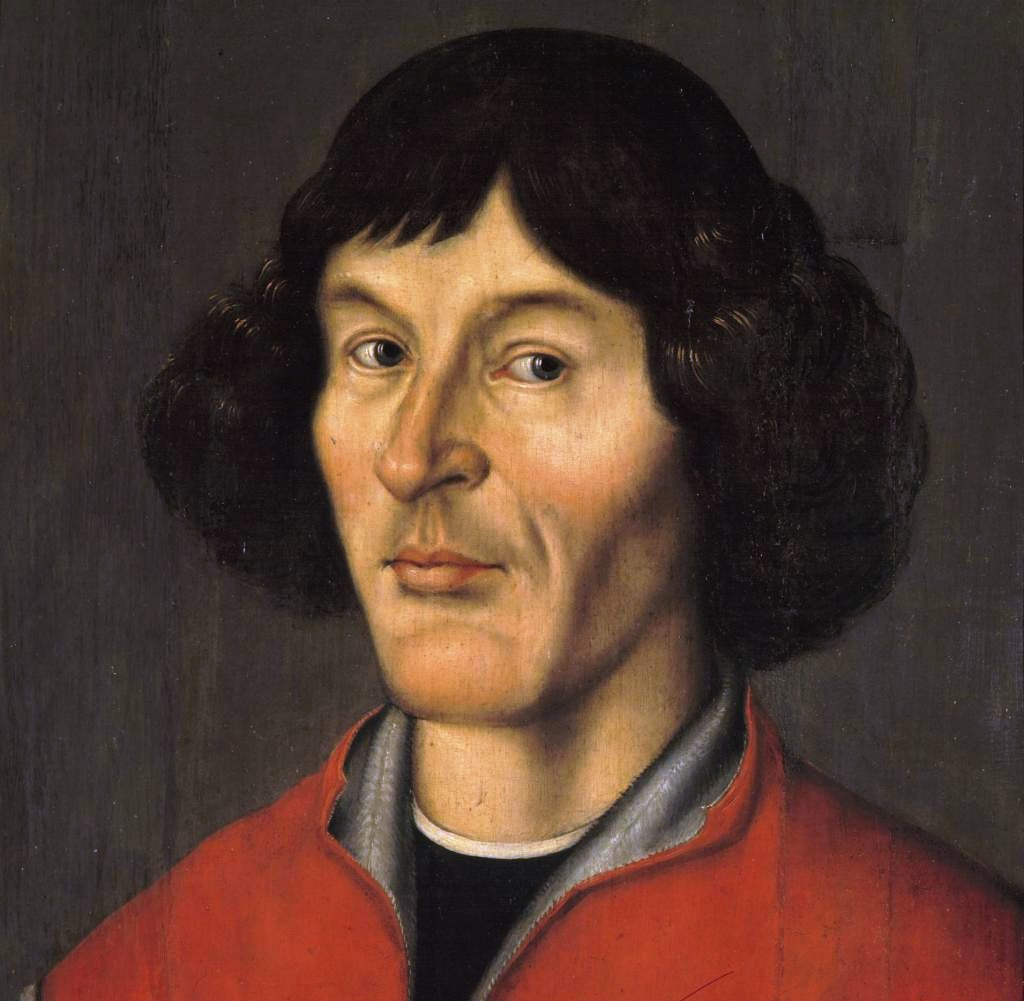
Copernico.

Il modello eliocentrico proposto da Copernico determinò una rivoluzione concettuale nella comprensione dei pianeti: la Terra fu classificata tra i pianeti, mentre il Sole e la Luna ne furono chiaramente distinti. Thomas Kuhn, storico della scienza, ha scritto:
(Thomas Kuhn, La struttura delle rivoluzioni scientifiche, 1962)
Si potrebbe dire, quindi, che la Terra fu il primo pianeta dell'Era moderna. Copernico nel De Revolutionibus fa riferimento alla Terra come a un pianeta in modo obliquo; Galileo, invece, nel Dialogo sopra i due massimi sistemi del mondo, introduce la questione nella discussione tra i suoi personaggi.

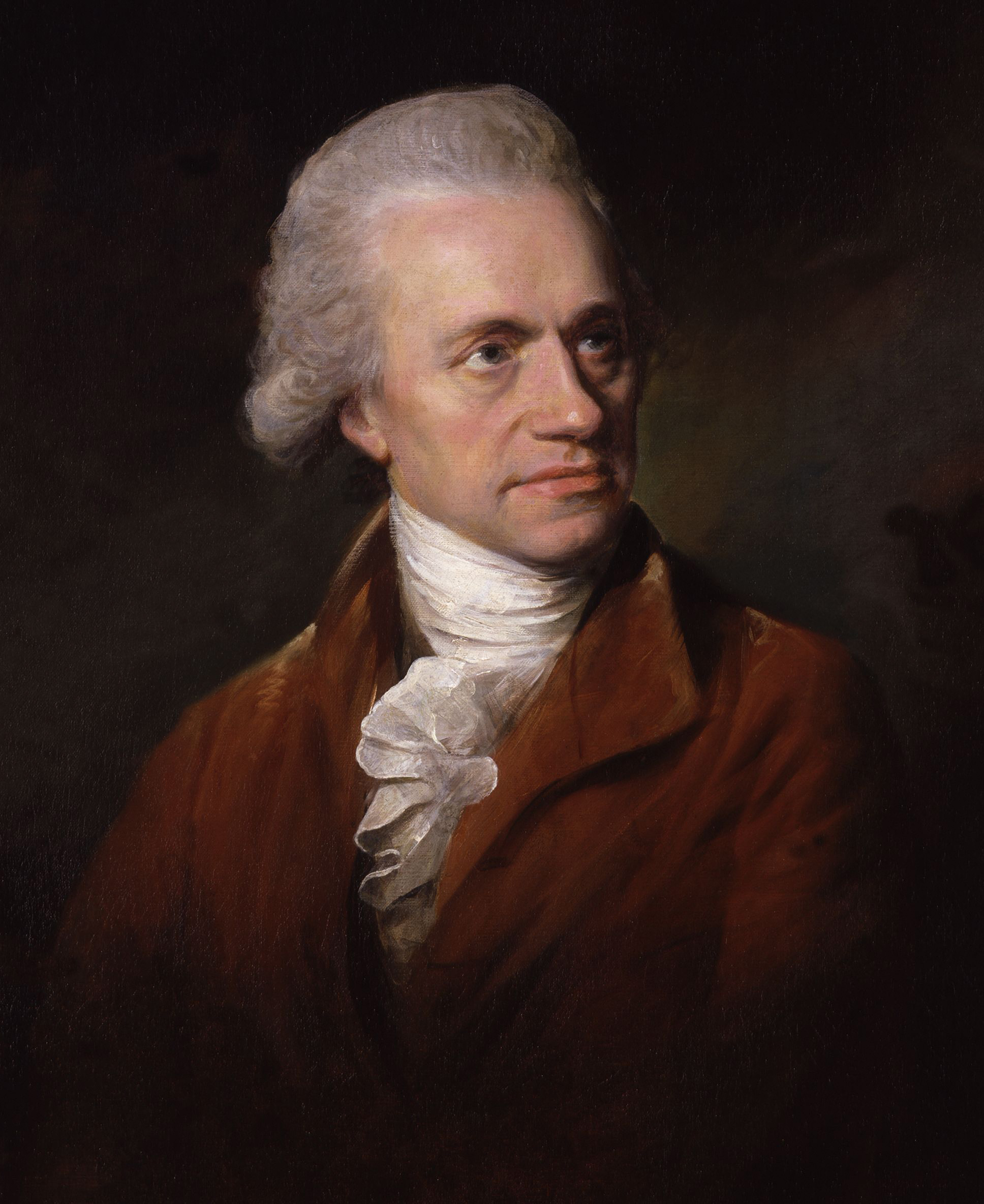
William Herschel, scopritore di Urano.

Nel 1781 l'astronomo William Herschel, scrutando il cielo nel tentativo di scorgere fenomeni di parallasse stellare, individuò una "cometa" nella costellazione del Toro. A differenza delle stelle, che rimangono puntiformi anche se osservate con telescopi di elevata potenza, quell'oggetto aveva dimensioni che aumentavano proporzionalmente alla magnificazione ottica impiegata. A Herschel non venne l'idea che potesse trattarsi di un pianeta. Tuttavia, differentemente dalle altre comete, questo oggetto seguiva un'orbita quasi circolare che giaceva su un piano assai prossimo al piano dell'eclittica.
Prima di annunciare la scoperta della propria "cometa", Herschel ricevette una lettera di Nevil Maskelyne, direttore dell'Osservatorio Reale di Greenwich, che gli scrisse: «Non so come chiamarlo. È altrettanto probabile che sia un pianeta regolare in orbita quasi circolare intorno al Sole, quanto che sia una cometa in moto su un'orbita ellittica con elevata eccentricità. Non ho ancora visto alcuna chioma o coda associata a esso». La "cometa" era inoltre troppo lontana per poter essere risolta. L'oggetto fu infine riconosciuto come il settimo pianeta e denominato Urano.
Le irregolarità osservate nell'orbita di Urano portarono alla scoperta di Nettuno nel 1846. Presunte irregolarità nell'orbita di Nettuno portarono poi alla ricerca del nono pianeta, ricerca che nel 1930 permise di localizzare Plutone. Inizialmente si credette che Plutone avesse una massa pari all'incirca a quella della Terra, ma successive osservazioni permisero di misurarne un valore molto inferiore, insufficiente per influenzare l'orbita di Nettuno. Nel 1989, la sonda Voyager 2 determinò che tali irregolarità erano dovute a una sovrastima della massa di Nettuno.

### I satelliti

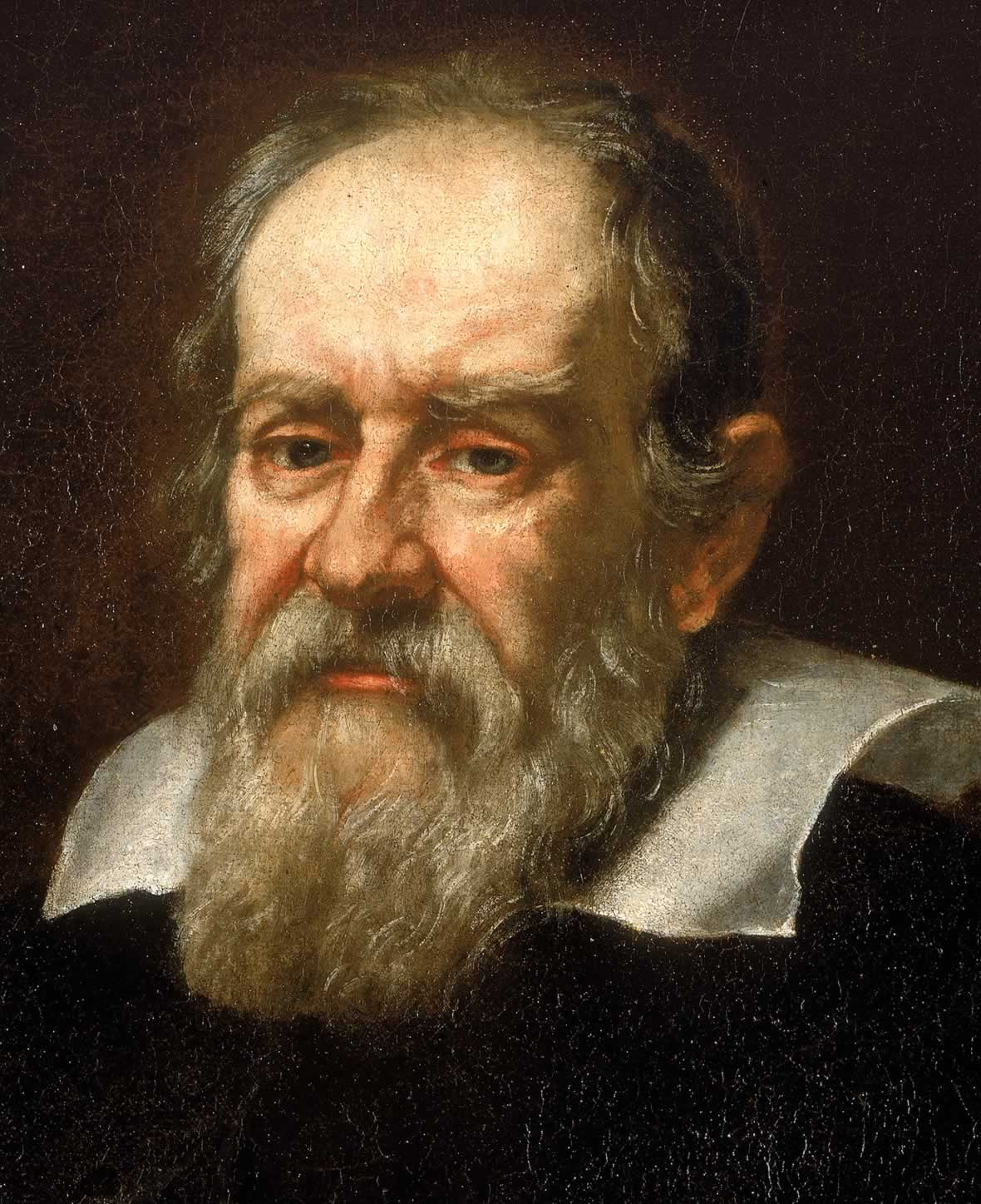
Galileo Galilei.

Finché Copernico non pose la Terra tra i pianeti in orbita intorno al Sole e non riconobbe che la Luna orbita intorno alla Terra, il concetto di satellite non aveva senso. Solo oggi possiamo dire che la Luna fu il primo satellite naturale a essere scoperto. Con la scoperta dei Satelliti medicei di Giove nel 1610, Galileo Galilei fornì nuovi argomenti a sostegno del modello avanzato da Copernico: se un altro pianeta aveva dei satelliti, allora nulla vietava che anche la Terra ne avesse. Permaneva comunque una certa confusione sui termini da adottare per descrivere i nuovi oggetti scoperti; Galileo stesso si riferì a essi chiamandoli "stelle" e "pianeti" (nel Dialogo sopra i due massimi sistemi del mondo). Similmente, nel 1655 Christiaan Huygens utilizzò diversi termini per descrivere Titano (da lui scoperto), tra cui: "pianeta", "stella", "Luna" e il più moderno "satellite". Giovanni Cassini, annunciando la scoperta delle lune di Saturno Giapeto e Rea, rispettivamente nel 1671 e nel 1672, le descrisse come Nouvelles Planetes autour de Saturne ("Nuovi pianeti intorno a Saturno"). Tuttavia, quando il Journal de Scavans riportò la notizia nel 1686 si riferì a esse strettamente con il termine "satellite". Quando William Herschel annunciò la scoperta di due oggetti in orbita intorno ad Urano nel 1787 si riferì a essi chiamandoli sia "satelliti" sia "pianeti secondari", mentre tutti i seguenti annunci di scoperte di nuovi satelliti naturali utilizzarono esclusivamente il termine "satellite". Ciononostante, sul libro "Illustrated Astronomy" del 1868 Asa Smith si riferisce ai satelliti chiamandoli “pianeti secondari”.

### I pianeti minori

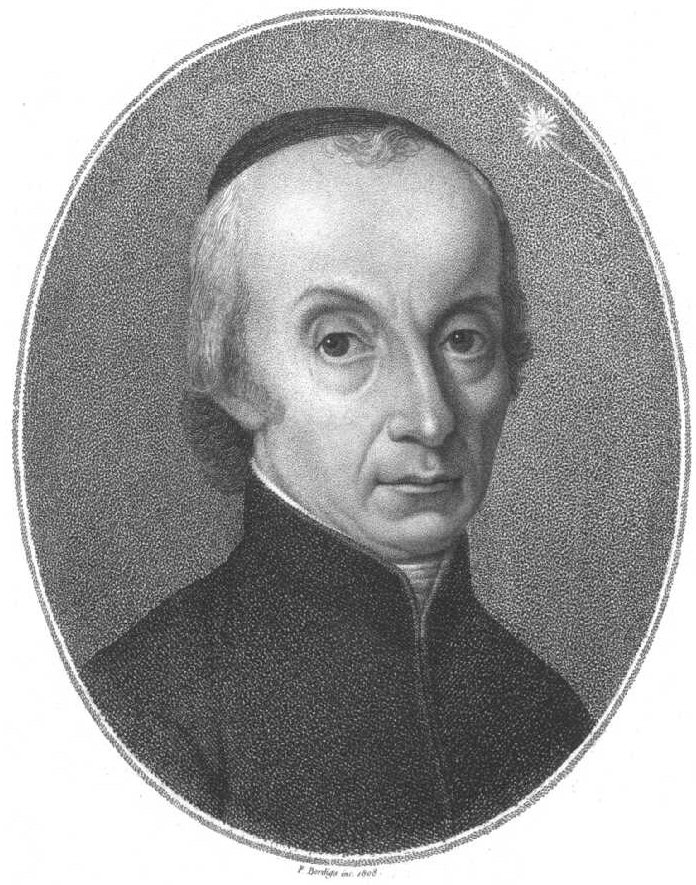
Giuseppe Piazzi, scopritore di Cerere.

Uno dei risultati inattesi della scoperta di Urano fu che essa sembrò convalidare la legge di Bode, una formula empirica che descrive con buona approssimazione i semiassi maggiori delle orbite dei pianeti del Sistema solare, che fino ad allora era stata considerata dagli astronomi come una coincidenza senza significato. Tuttavia Urano era stato scoperto quasi alla distanza esatta predetta dalla legge. Poiché la legge di Bode prevedeva che esistesse un pianeta tra Marte e Giove che non era stato mai osservato, numerosi astronomi rivolsero la loro attenzione a quella regione nella speranza di poter individuare l'oggetto mancante. Nel 1801, l'astronomo italiano Giuseppe Piazzi scoprì un minuscolo nuovo mondo, Cerere, proprio alla distanza giusta dal Sole per soddisfare la legge di Bode e l'oggetto fu classificato tra i pianeti. Nel 1802 Heinrich Olbers scoprì Pallade, un secondo "pianeta" a quasi la medesima distanza dal Sole di Cerere. Che due pianeti potessero occupare la stessa orbita era un affronto a secoli di pensiero; anche William Shakespeare aveva ridicolizzato l'idea («Due stelle non conservano il loro moto in una sfera»). Nel 1804 e nel 1807, altri due oggetti, Giunone e Vesta rispettivamente, furono scoperti su distanze orbitali simili alle precedenti.
Herschel suggerì che questi quattro mondi non fossero classificati tra i pianeti, ma seguissero una loro classificazione e suggerì il termine "asteroide", ovvero "di aspetto stellare", riferendosi al fatto che sono oggetti troppo piccoli perché possa essere risolto il loro disco e, di conseguenza, osservati con un telescopio appaiono come le stelle. La maggior parte degli astronomi, comunque, preferì continuare ad utilizzare il termine pianeta, concezione che fu radicata anche dal fatto che quei quattro asteroidi rimasero gli unici conosciuti fino al 1845 per la difficoltà di distinguere gli asteroidi dalle stelle ancora non cartografate. I libri di testo scientifici nel 1828, dopo la morte di Herschel, ancora numeravano gli asteroidi tra i pianeti.
La scoperta di nuovi asteroidi riprese grazie a carte stellari più precise e nel 1845 e nel 1847 due nuovi asteroidi furono individuati da Karl Ludwig Hencke. Nel1851il numero degli asteroidi era salito a 15 e veniva adottato un nuovo metodo di classificazione, ponendo un numero a precedere il nome seguendo l'ordine di scoperta. Di fatto, gli asteroidi erano stati distinti dai pianeti. Negli anni sessanta dell'Ottocento, il numero degli asteroidi conosciuti aveva superato le cento unità e diversi osservatori in Europa e negli Stati Uniti iniziarono a riferirsi loro collettivamente come a "pianeti minori", sebbene ci volle più tempo perché anche i primi quattro asteroidi scoperti fossero raggruppati in questa categoria.

### Plutone

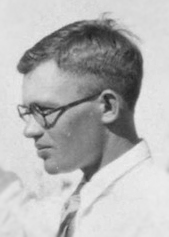
Clyde Tombaugh, scopritore di Plutone.

Il percorso travagliato seguito da Cerere è rispecchiato nella storia di Plutone, che fu classificato tra i pianeti subito dopo la sua scoperta da parte di Clyde Tombaugh nel 1930. Urano e Nettuno furono dichiarati pianeti per le loro orbite circolari, gli elevati valori della massa e la prossimità al piano dell'eclittica; nessuna di queste caratteristiche è condivisa anche da Plutone: un minuscolo mondo ghiacciato in una regione di giganti gassosi, con un'orbita che lo porta ad elevarsi alto sul piano dell'eclittica ed a entrare in quella di Nettuno. Nel 1978, gli astronomi scoprirono la sua luna più grande, Caronte, e ciò permise loro di determinare la massa del pianeta, trovando un valore molto inferiore alle aspettative, pari ad un sesto della massa della Luna. Tuttavia Plutone rimaneva, per quanto chiunque potesse dire, unico.
Nel 1992, diversi astronomi hanno iniziato ad individuare un gran numero di corpi ghiacciati oltre l'orbita di Nettuno, simili per composizione e dimensioni a Plutone, scoprendo la Fascia di Edgeworth-Kuiper, la cui esistenza era stata suggerita nella prima metà del XX secolo come la zona di origine delle comete a corto periodo. L'orbita di Plutone giace all'interno di questa fascia e così il suo status planetario fu posto in discussione. Il precedente di Cerere, che aveva dimostrato che un oggetto può essere riclassificato perché condivide la sua orbita con altri corpi di analoghe dimensioni, induceva molti a sostenere che anche Plutone dovesse essere riclassificato tra gli asteroidi. Mike Brown del  California Institute of Technology  propose di ridefinire "pianeta" «ogni oggetto del Sistema solare che ha una massa superiore alla somma della massa di tutti gli altri oggetti che occupano un'orbita simile». Quegli oggetti che non avrebbero rispettato questo vincolo, sarebbero diventati pianeti minori. Nel 1999, Brian Marsden del Minor Planet Center dell'Harvard University propose di assegnare a Plutone il numero 10000 (nell'elenco degli asteroidi) mantenendo tuttavia la posizione di pianeta. La prospettiva che Plutone potesse essere rimosso dalla lista dei pianeti generò un'ondata di protesta a cui l'Unione Astronomica Internazionale rispose chiarendo che al momento tale possibilità non veniva considerata.

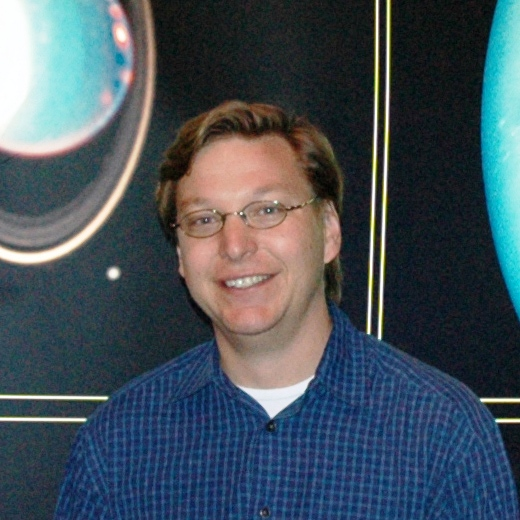
Michael E. Brown, scopritore di Eris.

Tuttavia, la scoperta di diversi altri oggetti transnettuniani prossimi alle dimensioni di Plutone, come Quaoar e Sedna, erose ulteriormente le argomentazioni a favore dell'eccezionalità di Plutone rispetto agli altri oggetti appartenenti alla popolazione trans-nettuniana. Il 29 luglio 2005, infine, Mike Brown ed il suo gruppo di ricerca annunciarono la scoperta, poi confermata, di un oggetto transnettuniano più grande di Plutone, chiamato Eris.
Nel periodo immediatamente seguente tale scoperta, si sviluppò una estesa discussione sull'opportunità di classificarlo come il "decimo pianeta". Anche la NASA rilasciò un comunicato in cui lo descriveva come tale. Tuttavia, riconoscere Eris come il decimo pianeta richiedeva implicitamente di accogliere una definizione di pianeta che avrebbe assunto le dimensioni di Plutone quale arbitrario limite inferiore. Molti astronomi, affermando che la definizione di pianeta avesse un'importanza scientifica ridotta e che piuttosto derivasse principalmente da considerazioni storiche e culturali, avrebbero invece preferito conservare Plutone tra i pianeti.

## La nuova definizione di Pianeta del Sistema solare
Nell'ottobre del 2005, un gruppo di 19 membri dell'Unione Astronomica Internazionale (International Astronomy Union o IAU), presieduto dall'astronomo britannico Iwan Williams, e che lavorava sul tema già dalla scoperta di Sedna nel 2003, definì i tre criteri principali che potevano essere alla base della nuova definizione, e li mise ai voti con il sistema del voto per approvazione.
- Criterio culturale:
un pianeta è ciò che abbastanza gente riconosce come tale.

Questa definizione implicava il mantenimento dei nove pianeti conosciuti, tuttavia permetteva anche la definizione di Eris come decimo pianeta, considerando che era più grande di Plutone. Questa opzione ricevette 11 voti favorevoli.
- Criterio strutturale:
un pianeta è un corpo grande abbastanza da presentare una forma quasi sferica.

Questa definizione legava lo status di pianeta alla presenza di una forza di gravità tale da far sì che la forma della superficie fosse modellata dall'equilibrio idrostatico: al gruppo dei pianeti in tal caso si sarebbero aggiunti almeno Eris e Cerere. Questa opzione ricevette 8 voti favorevoli.
- Criterio dinamico:
un pianeta è un corpo grande abbastanza da imporre ad altri corpi minori di abbandonare la propria orbita.

Questo criterio legava lo status di pianeta al concetto di dominanza orbitale, introdotto da Alan Stern e Harold Levison nel 2000: i pianeti si sarebbero ridotti ad otto, con l'esclusione di Plutone ed Eris. Questa opzione ricevette sei voti favorevoli.

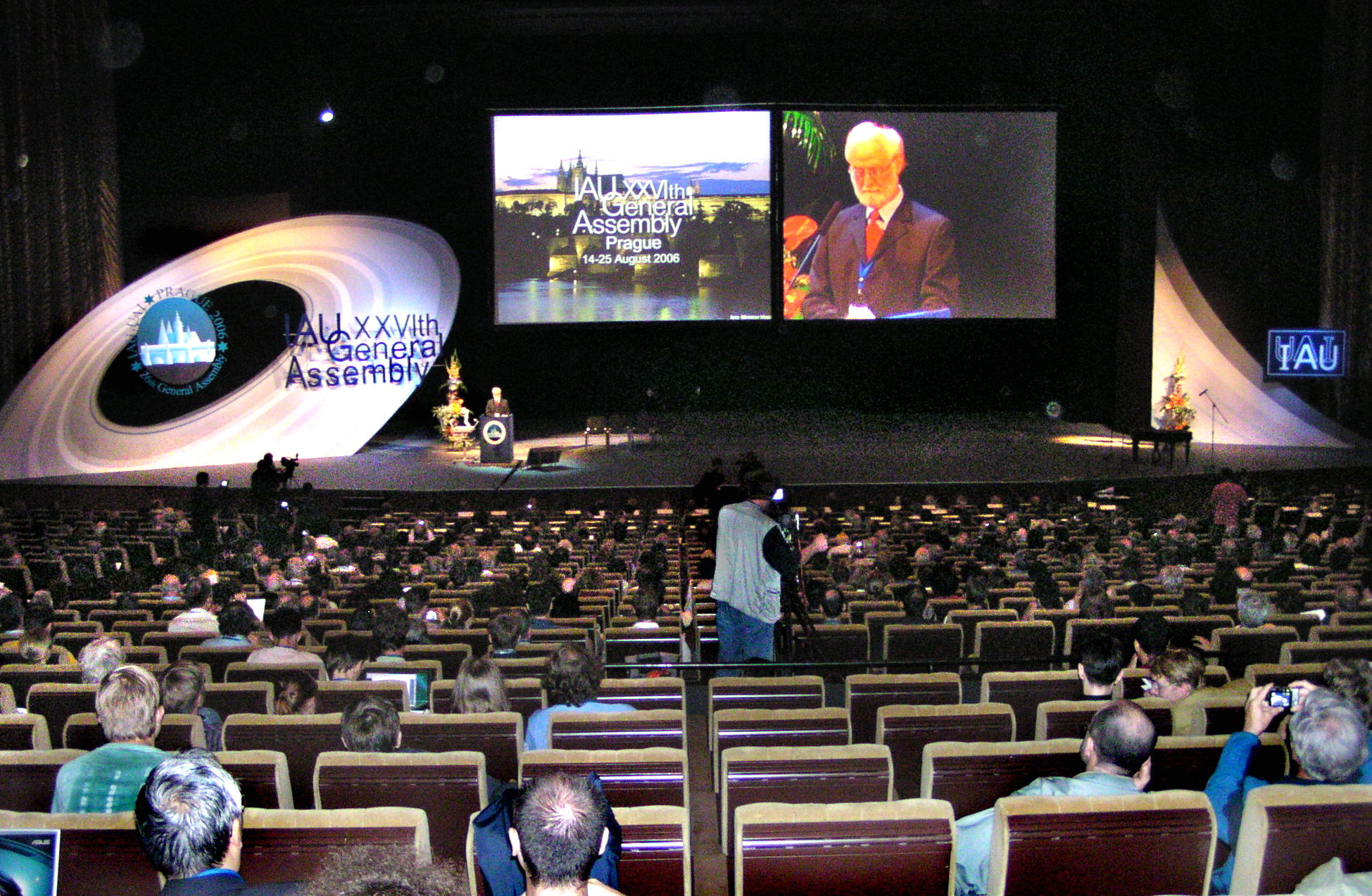
La cerimonia d'apertura della XXVI Assemblea Generale dell'UAI del 2006 a Praga

Constatata la mancanza di un chiaro consenso, il comitato decise di sottoporre i tre criteri ad un voto più ampio, nell'ambito della XXVI Assemblea Generale dell'Unione Astronomica Internazionale, che si sarebbe tenuta tra il 14 e il 25 agosto del 2006, a Praga. Inoltre fu formato un altro comitato, presieduto da Owen Gingerich, storico e astronomo emerito all'Università di Harvard e costituito da cinque scienziati più la divulgatrice scientifica Dava Sobel.
Il dibattito, anche fuori dell'ambito scientifico, vide sorgere spontaneamente due schieramenti opposti: coloro che nell'ambito della nuova definizione avrebbero voluto difendere lo status di Plutone, e coloro che ne accettavano il "declassamento".
All'assemblea generale la prima bozza di proposta fu presentata il 18 agosto dal gruppo di lavoro istituito dall'UAI; era largamente basata sul secondo criterio individuato e proponeva di considerare come pianeta qualunque corpo con una forza di gravità tale da fargli raggiungere la forma di equilibrio idrostatico (ovvero quasi sferica). Secondo la definizione sarebbero stati aggiunti Eris e Cerere alla lista dei pianeti, più Caronte, considerando il suo sistema come un sistema doppio. Fu inoltre individuata una lista di 12 potenziali oggetti candidabili come pianeti, qualora si fosse dimostrata una forma modellata dall'equilibrio idrostatico. Tuttavia, secondo Mike Brown almeno 53 corpi del sistema solare, se non oltre 200, sarebbero potuti rientrare pienamente in tale definizione.
Data l'opposizione di numerosi astronomi a tale risoluzione, l'astronomo uruguayano Julio Ángel Fernández avanzò una proposta alternativa, in cui si creava una classificazione intermedia per quegli oggetti sufficientemente grandi da aver assunto una forma sferica, ma non abbastanza da aver ripulito la propria fascia orbitale dalla maggior parte dei planetesimi che vi avevano orbitato dalla formazione del Sistema solare a oggi. Escludendo Caronte dalla lista, la nuova proposta assegnava Plutone, Cerere ed Eris alla nuova categoria.
Il voto finale si ebbe il 24 agosto e vi presero parte 424 astronomi presenti all'assemblea, con approvazione a larga maggioranza. La definizione ridefinì la classificazione di pianeta, creando inoltre la nuova classe dei pianeti nani, in cui veniva, tra l'altro "declassato" Plutone.

### Testo completo della nuova definizione
The IAU therefore resolves that planets and other bodies in our Solar System, except satellites, be defined into three distinct categories in the following way:
1. A "planet"1 is a celestial body that:
  - is in orbit around the Sun,
  - has sufficient mass for its self-gravity to overcome rigid body forces so that it assumes a hydrostatic equilibrium (nearly round) shape, and
  - has cleared the neighbourhood around its orbit.
2. A "dwarf planet" is a celestial body that:
  - is in orbit around the Sun,
  - has sufficient mass for its self-gravity to overcome rigid body forces so that it assumes a hydrostatic equilibrium (nearly round) shape2,
  - has not cleared the neighbourhood around its orbit, and
  - is not a satellite.
3. All other objects3 except satellites orbiting the Sun shall be referred to collectively as "Small Solar System Bodies".

Footnotes:
1 The eight planets are: Mercury, Venus, Earth, Mars, Jupiter, Saturn, Uranus, and Neptune.
2 An IAU process will be established to assign borderline objects into either "dwarf planet" and other categories.
3 These currently include most of the Solar System asteroids, most Trans-Neptunian Objects (TNOs), comets, and other small bodies.
The IAU further resolves:
Pluto is a "dwarf planet" by the above definition and is recognised as the prototype of a new category of trans-Neptunian objects.»
La IAU quindi decide che i pianeti e gli altri oggetti nel nostro sistema solare, eccetto i satelliti, siano classificati in tre categorie distinte nel modo seguente:
1. un "pianeta"1 è un corpo celeste che:
  - è in orbita intorno al Sole;
  - ha una massa sufficiente affinché la sua gravità possa vincere le forze di corpo rigido, cosicché assume una forma di equilibrio idrostatico (quasi sferica);
  - ha ripulito le vicinanze intorno alla sua orbita;
2. un "pianeta nano" è un corpo celeste che:
  - è in orbita intorno al Sole;
  - ha una massa sufficiente affinché la sua gravità possa vincere le forze di corpo rigido, cosicché assume una forma di equilibrio idrostatico (quasi sferica)2;
  - non ha ripulito le vicinanze intorno alla sua orbita;
  - non è un satellite.
3. tutti gli altri oggetti3, eccetto i satelliti, che orbitano intorno al Sole devono essere considerati in maniera collettiva come "piccoli corpi del sistema solare".

Note:
1 Gli otto pianeti sono: Mercurio, Venere, Terra, Marte, Giove, Saturno, Urano e Nettuno.
2 Sarà attivata una procedura in seno all'IAU per assegnare ai casi limite lo status di pianeti nani o altro status.
3 Questi principalmente includono la maggior parte degli asteroidi del Sistema solare, molti oggetti transnettuniani (TNO), le comete ed altri corpi minori.
La IAU inoltre decide che:
Plutone è un "pianeta nano" secondo la definizione prima citata ed è riconosciuto come prototipo di una nuova categoria di oggetti transnettuniani.»
(Risoluzioni B5 e B6 - Assemblea generale IAU 2006, Praga.)

## A favore della definizione

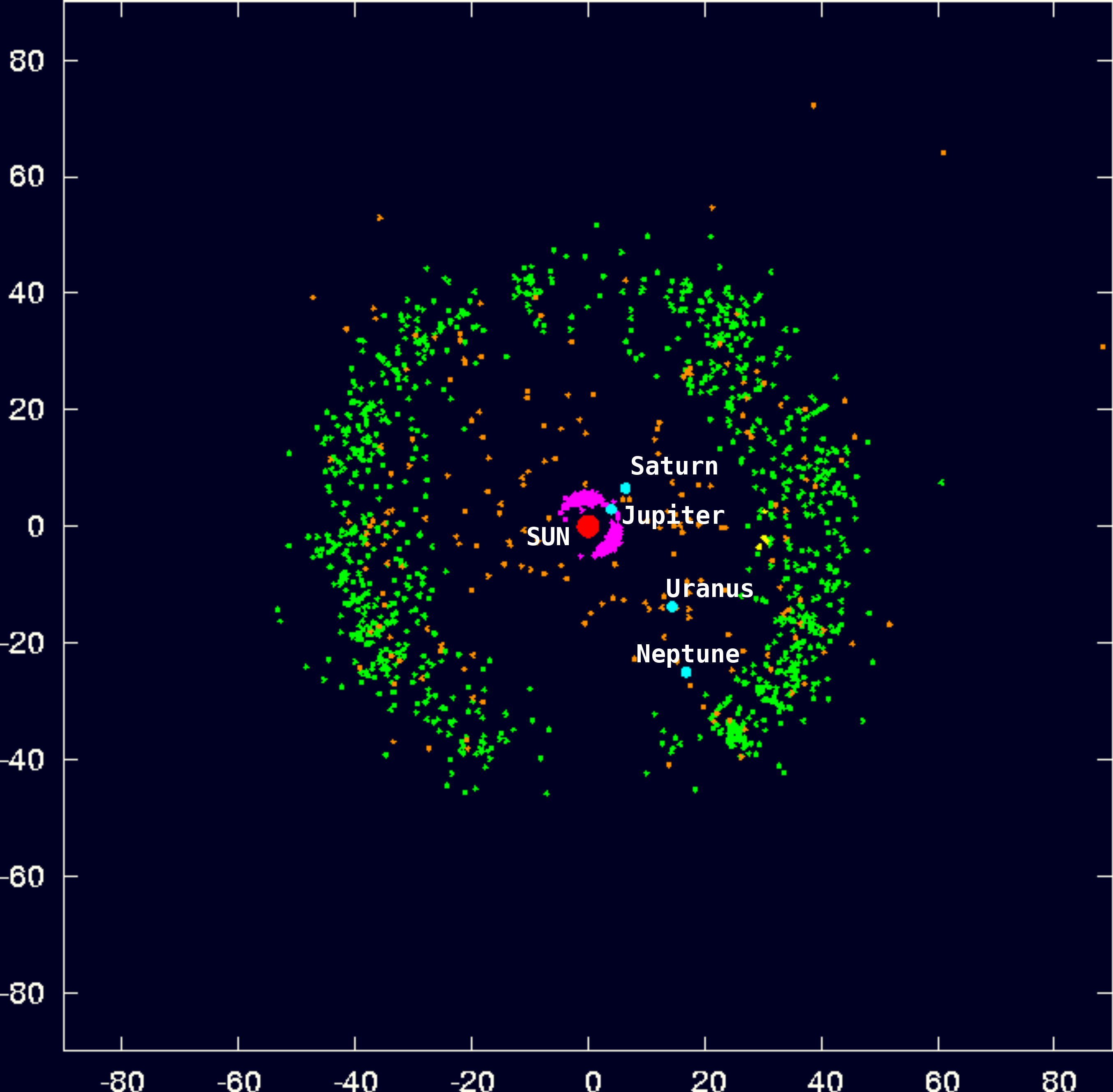
Diagramma delle posizioni degli oggetti noti della fascia di Kuiper (in verde), rispetto alle posizioni dei pianeti esterni del Sistema solare.

Tra i principali promotori della definizione approvata dalla IAU ci sono Mike Brown, lo scopritore di Eris, e Steven Soter, professore di astrofisica al American museum of natural history, New York.
In un articolo nel fascicolo del mese di gennaio del 2007 di Scientific American, Soter ha indicato che la definizione adottata incorpora le correnti teorie sull'origine ed evoluzione del sistema solare. Mentre i primi protopianeti emergevano dal turbinio di polveri del disco protoplanetario, alcuni corpi "vinsero" la competizione iniziale per il materiale limitato. All'aumentare della massa corrispose un incremento nella forza gravitazionale, che permise l'accumulo di altro materiale, finché infine superarono gli altri corpi presenti nel Sistema solare con un ampio margine. Questo processo di accrescimento non fu efficace negli asteroidi della fascia principale, perché disturbato dall'azione gravitazionale del vicino Giove, e nella fascia di Kuiper, troppo ampia perché gli oggetti lì presenti potessero raccogliersi in un unico grande corpo prima della fine del periodo di formazione iniziale.
Quando i numeri degli oggetti vincenti sono confrontati con quelli di chi non ce l'ha fatta, il contrasto è piuttosto schiacciante; se si accetta il concetto di Soter che ogni pianeta occupa una "zona orbitale", allora il pianeta meno orbitalmente dominante, Marte, è molto più grande di tutti gli altri agglomerati di materia nella sua zone per un fattore di 5100. Cerere, il più grande degli asteroidi, lo è solo per un fattore 0,33; per Plutone, il rapporto è anche più basso, essendo pari a 0,07. Mike Brown afferma che tale massiccia differenza nella dominanza orbitale non lascia «alcuno spazio a dubbi su quali oggetti appartengono o meno» [alla categoria dei pianeti].

## Controversie in corso
A dispetto della dichiarazione della IAU, un certo numero di oppositori rimane scettico. La definizione è vista da alcuni come arbitraria e confusa e numerosi sostenitori di Plutone, in particolare Alan Stern, a capo della squadra che dirige la missione New Horizons della NASA verso Plutone, ha proposto una petizione tra gli astronomi per alterare la definizione ufficiale. Inoltre, poiché la decisione è stata votata da meno del 5% degli astronomi, Stern ritiene che non sia rappresentativa dell'intera comunità astronomica. Anche tralasciando questa controversia, restano alcune ambiguità nella definizione.

### Dominanza orbitale

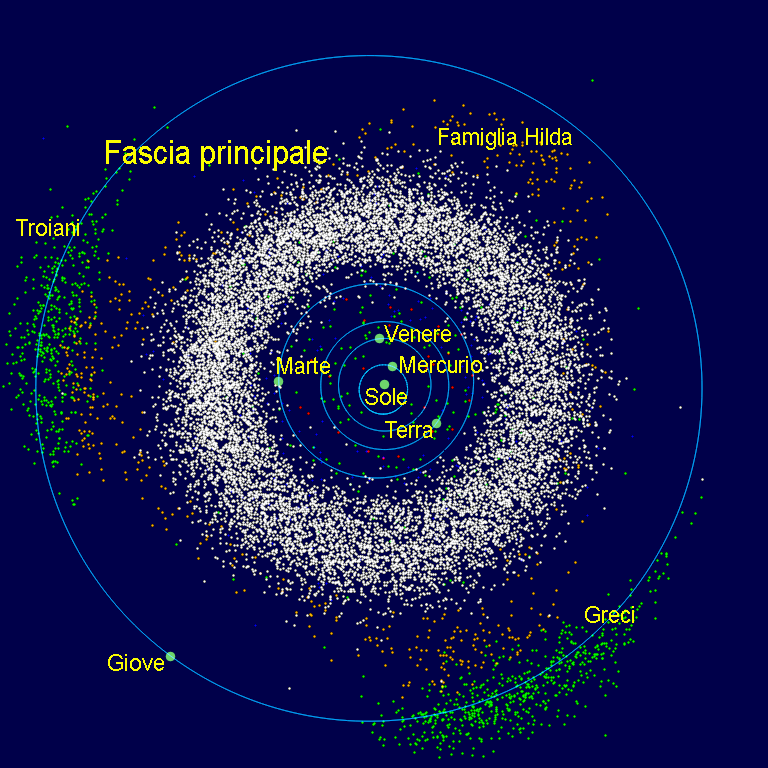
Gli asteroidi del Sistema solare interno; sono da notare gli asteroidi troiani di Giove (in verde), intrappolati sulla loro orbita dalla gravità del pianeta.

Uno dei principali punti oggetto di discussione è il preciso significato di «ripulire le vicinanze intorno ad un'orbita». Alan Stern ha recentemente obiettato che «è impossibile e forzato porre un discriminante tra i pianeti nani ed i pianeti» e poiché né la Terra, né Marte, né Giove, né Nettuno hanno interamente ripulito le rispettive regioni di detriti, nessuno di loro potrebbe essere considerato propriamente un pianeta, secondo la definizione dell'Unione Astronomica Internazionale.
Mike Brown si oppone a queste rivendicazioni dicendo che i pianeti maggiori, oltre che aver abbondantemente ripulito le proprie orbite, controllano completamente le orbite degli altri corpi all'interno delle rispettive zone orbitali. Giove coesiste con un gran numero di corpi minori sulla sua orbita (gli asteroidi troiani), ma questi corpi si mantengono sull'orbita di Giove solo perché sono sotto l'influenza dell'enorme gravità del pianeta. Similmente, Plutone attraversa l'orbita di Nettuno, ma Nettuno ha bloccato molto tempo fa Plutone ed i suoi attendenti della fascia di Kuiper, chiamati plutini, in una risonanza 3:2, cioè, completano due orbite intorno al Sole ogni tre orbite di Nettuno. Le orbite di questi oggetti sono interamente soggette alla gravità di Nettuno, ed in tal modo Nettuno è gravitazionalmente dominante.
Qualunque specificazione fosse adottata per «ripulire le vicinanze intorno all'orbita», resterebbe una certa ambiguità, poiché la definizione non categorizza un pianeta dalla sua composizione o formazione, ma, in effetti, dalla sua posizione. Un oggetto delle dimensioni di Marte oltre l'orbita di Plutone sarebbe considerato un pianeta nano, perché non avrebbe avuto il tempo per ripulire la sua orbita e sarebbe circondato da oggetti di massa confrontabile, mentre un oggetto più piccolo di Plutone posto su un'orbita isolata sarebbe considerato un pianeta.

### Equilibrio idrostatico

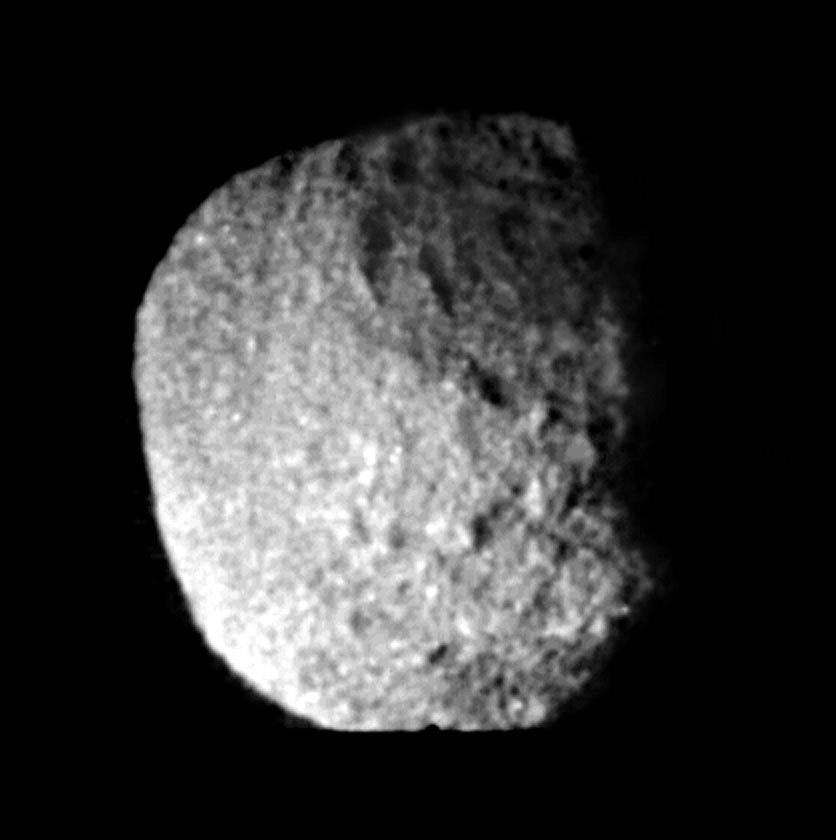
Proteo, la luna di Nettuno, è irregolare a dispetto del fatto di essere più grande di numerosi oggetti che hanno assunto una forma sferica.

La definizione dell'Unione Astronomica Internazionale richiede che i pianeti abbiano sufficiente massa da sviluppare una forza di gravità adeguata a portarli ad assumere una forma di equilibrio idrostatico, il che significa che dovrebbero raggiungere una forma se non sferica, almeno sferoidale. Esiste un limite inferiore per la massa, al di sotto del quale un corpo può presentare una forma irregolare; un oggetto di massa superiore invece collasserà sotto il proprio peso in una sfera. Poiché molti oggetti di grandi dimensioni del Sistema solare, come i pianeti Giove e Saturno, le lune Mimas, Encelado e Miranda, e l'oggetto della fascia di Kuiper Haumea, appaiono distorti in sferoidi oblati da una rapida rotazione o da forze mareali, è stata avanzata la richiesta di indebolire la pretesa di una rigorosa sfericità.
Tuttavia, non c'è un limite univoco rispetto al quale si può dire che un oggetto ha raggiunto l'equilibrio idrostatico. Come Soter ha notato nel suo articolo: «Come possiamo quantificare il grado di sfericità che distingue un pianeta? La gravità domina un tale corpo se la sua forma si allontana da uno sferoide per il 10% o per l'1%? La Natura non lascia intervalli non occupati tra la forma di una sfera e quelle irregolari, così ogni confine sarebbe una scelta arbitraria».
Soprattutto, il limite a cui la massa di un oggetto lo comprime in una sfera dipende dalla composizione chimica dell'oggetto. Oggetti fatti di ghiaccio, come Encelado e Miranda, raggiungono la forma sferica molto più facilmente di quelli fatti di roccia, come Vesta e Pallade. Il calore generato dal collasso gravitazionale, dalle forze mareali o dal decadimento radioattivo contribuisce al processo che conduce al raggiungimento dell'equilibrio idrostatico. Mimas, la luna di Saturno, è sferoidale, mentre il più grande Proteo, una luna di Nettuno, non lo è nonostante la composizione dei due oggetti sia simile. Proteo è però più freddo, perché molto più distante dal Sole.
Inoltre un pianeta deve avere delle proprietà tipiche e intrinseche che vanno al di là dell'equilibrio idrostatico, come delle caratteristiche e conformazioni geofisiche (montagne, mari e oceani liquidi o ghiacciati, depressioni, vulcani, ecc.), una differenziazione planetaria (e conseguente presenza di una crosta, un mantello, un nucleo), un'atmosfera, tutte caratteristiche che Plutone possiede.

### Pianeti doppi e lune
Sebbene già nella bozza preliminare presentata alla XXVI Assemblea Generale della IAU era stata avanzata la proposta di considerare il sistema Plutone-Caronte un pianeta doppio (e quindi elevare a rango di pianeta Caronte), la risoluzione accolta dall'Assemblea ha riconosciuto lo status di "pianeta nano" solo per Plutone. Inoltre, le definizioni accolte specificatamente escludono che dei satelliti possano essere considerati pianeti o pianeti nani.
Numerose lune esibiscono caratteristiche che permettono di confrontarle con i pianeti per dimensioni, attività geologica o attività atmosferica: ad esempio Ganimede è più grande di Mercurio e possiede un campo magnetico; Titano, anch'esso più grande di Mercurio, possiede un'atmosfera sviluppata che potrebbe permettere un completo ciclo del metano che provvederebbe ad alimentare i laghi che si trovano sulla superficie; Io, Encelado e Tritone presentano attività geologica in corso. Alcuni astronomi argomentano che così come ci si riferisce a stelle in orbita attorno ad altre stelle adottando il termine stella, così oggetti in orbita intorno ad un pianeta che posseggono caratteristiche planetarie dovrebbero essere chiamati pianeti.
Queste argomentazioni sono coerenti con la proposta di voler riconoscere un pianeta come tale per caratteristiche intrinseche e non anche in conseguenza dell'orbita percorsa e si ricollegano in questo alla controversia relativa alla dominanza orbitale.
A chi obietta che si dovrebbe attribuire il rango planetario ad oggetti oggi definiti pianeti nani (soprattutto per il raggiungimento dell'equilibrio idrostatico), Brown risponde che:
Tuttavia, continua:
(Mike E. Brown, The Eight Planets, 2006)

### Pianeti extrasolari e nane brune
La definizione di pianeta approvata dalla IAU si applica soltanto agli oggetti del Sistema solare. Durante il congresso si è deciso di non affrontare la catalogazione dei più di 300 pianeti extrasolari (oggetti di dimensione planetaria in orbita attorno ad altre stelle) per la mancanza del tempo necessario a dirimere la questione. Purtuttavia, una qualunque futura definizione dovrà includerli, dal momento che la loro scoperta ha ampliato la conoscenza sui pianeti in modo inatteso. Molti di loro sono di dimensioni considerevoli, avvicinandosi alla massa delle stelle più piccole, mentre molte nane brune di recente scoperta sono di contro sufficientemente piccole da poter essere considerate pianeti.

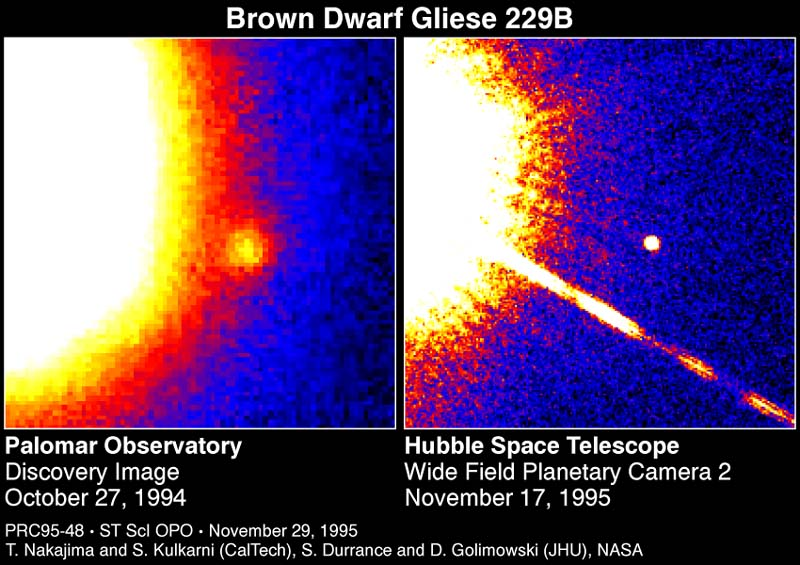
La nana bruna Gliese 229 B è il puntino di luce al centro dell'immagine, accanto alla ben più luminosa Gliese 229 A.

Tradizionalmente, la caratteristica determinante l'appartenenza alla classe stellare è stata la capacità di un oggetto di generare luce attraverso processi di fusione dell'idrogeno. A stelle come le nane brune, che hanno sempre sfidato questa distinzione essendo troppo piccole per cominciare la fusione dell'idrogeno a ritmo sostenuto, è stato garantito lo status stellare per la loro capacità di fondere il deuterio. Tuttavia, data la relativa scarsità di questo isotopo, questo processo dura solo per una minuscola frazione della vita della stella e, conseguentemente, nella maggior parte delle nane brune la generazione di energia attraverso reazioni di fusione nel nucleo sarà cessata molto prima della loro scoperta. I sistemi stellari, binari o multipli, sono comuni, e molte nane brune orbitano intorno ad altre stelle e poiché non producono energia attraverso processi di fusione nucleare, possono essere descritte come pianeti. Infatti, l'astronomo Adam Burrows dell'Università dell'Arizona afferma che «da un punto di vista teorico, per quanto differenti nella modalità di formazione, i giganti gassosi extrasolari e le nane brune sono essenzialmente la stessa cosa». Burrows inoltre afferma che resti stellari come le nane bianche non dovrebbero essere considerate stelle, una posizione che implicherebbe che una nana bianca "compagna", ovvero in orbita intorno ad un'altra stella, come Sirio B, dovrebbe essere considerata un pianeta. Ad ogni modo, la convenzione oggi comunemente adottata tra gli astronomi è di considerare una stella qualsiasi oggetto sufficientemente massiccio da generare o aver generato energia nel proprio nucleo attraverso processi di fusione nucleare.
La confusione non finisce con le nane brune. Maria Rosa Zapatario-Osorio et al. hanno scoperto diversi oggetti in ammassi stellari giovani di massa inferiore al limite richiesto per sostenere il processo di fusione di protoni in deuterio (oggi calcolato essere all'incirca di 13 masse gioviane). Questi oggetti sono stati descritti come “pianeti vaganti” perché la teoria corrente sulla formazione dei sistemi planetari prevede che dei pianeti possano essere espulsi dal sistema in conseguenza di instabilità orbitali.

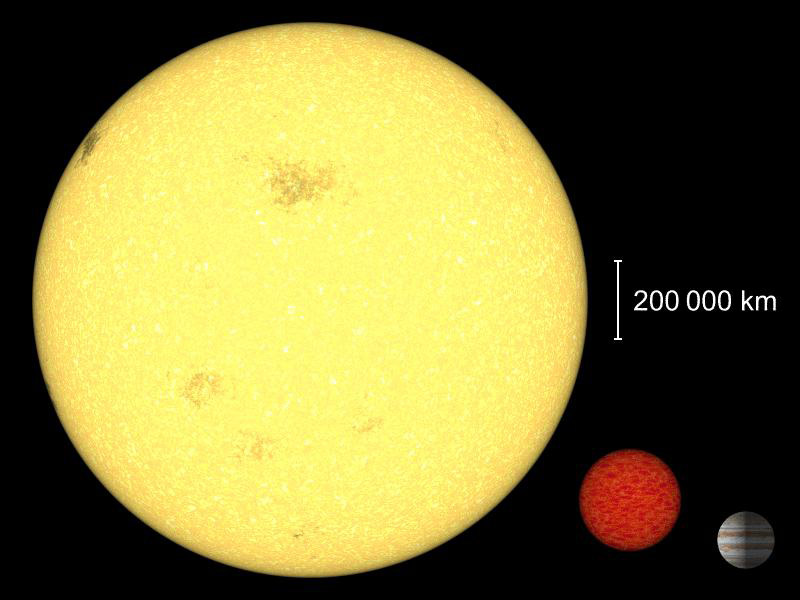
La sub-nana bruna Cha 110913-773444 (al centro) paragonata al Sole ed a Giove.

Comunque è anche possibile che questi "pianeti vaganti" si siano formati con lo stesso processo che porta alla formazione delle stelle. La differenza tra una stella di piccola massa ed un grande gigante gassoso non è netta; a parte per le dimensioni e per le relative temperature, non c'è molto altro che permette di separare un gigante gassoso come Giove dalla stella che l'ospita. Entrambi hanno una composizione complessivamente analoga: idrogeno ed elio, con tracce di elementi più pesanti nelle loro atmosfere. La differenza generalmente accettata è riconosciuta nelle modalità di formazione: le stelle si formano in seguito al collasso gravitazionale di una nube interstellare e sono composte quasi interamente di idrogeno ed elio, mentre i pianeti si formano dall'accrezione di polvere e gas in orbita attorno ad una giovane stella e così dovrebbero avere nuclei di silicati o ghiaccio. Ancora non è chiaro se i giganti gassosi posseggano tali nuclei. Se infatti fosse possibile che un gigante gassoso possa formarsi come una stella, allora nascerebbe il dilemma di dover considerare tali oggetti, anche se familiari come Giove e Saturno, stelle compagne di piccola massa piuttosto che pianeti.
Nel 2003, l'Unione Astronomica Internazionale ha rilasciato una dichiarazione in cui indica le caratteristiche da adottare per distinguere i pianeti extrasolari dalle stelle compagne. Ad oggi, rimane l'unica decisione ufficiale raggiunta dalla IAU su quest'argomento. La dichiarazione recita:
1. Gli oggetti con valori della massa vera inferiori al valore della massa limite per la fusione termonucleare del deuterio (ad oggi calcolato essere di 13 masse gioviane per oggetti di metallicità stellare) in orbita intorno a stelle o a resti stellari sono "pianeti" (non importa come si sono formati). Il rapporto minimo tra la massa e le dimensioni richiesto perché un oggetto extrasolare sia considerato un pianeta dovrebbe essere lo stesso usato nel nostro Sistema solare.
2. Gli oggetti sub-stellari con valori della massa vera superiori al valore della massa limite per la fusione termonucleare del deuterio sono "nane brune", non importa come si sono formati né dove sono collocati.
3. Gli oggetti vaganti in giovani ammassi stellari con valori della massa inferiori al valore della massa limite per la fusione termonucleare del deuterio non sono "pianeti", ma sono "sub-nane brune" (o qualunque altro nome sarà ritenuto appropriato).

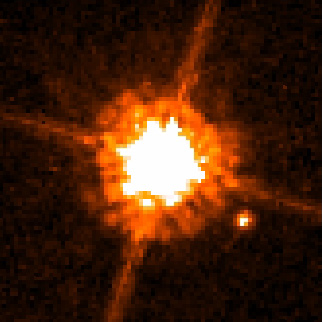
CHXR 73 b - in quest'immagine in basso a destra rispetto alla sua compagna - è un oggetto di difficile classificazione.

Come la definizione di pianeta approvata nel 2006, anche questa individua nella posizione, piuttosto che nella composizione o nella modalità di formazione, una caratteristica fondamentale nel determinare l'appartenenza o meno alla classe dei pianeti. Un oggetto "vagante" con una massa inferiore a 13 masse gioviane è indicato come sub-nana bruna, mentre lo stesso oggetto, se fosse in orbita intorno ad una stella, sarebbe considerato un pianeta.
I limiti di questa definizione sono stati raggiunti nel dicembre del 2005, quando il Telescopio spaziale Spitzer ha individuato la nana bruna meno massiccia ad oggi conosciuta, Cha 110913-773444, solo otto masse gioviane, circondata da un disco protoplanetario, l'inizio di un sistema planetario. Se questo oggetto fosse stato individuato in orbita intorno ad un'altra stella, sarebbe stato classificato come un pianeta. Ed ancora nel settembre del 2006, quando il Telescopio spaziale Hubble ha fotografato CHXR 73 b, un oggetto in orbita intorno ad una giovane stella compagna alla distanza di circa 200 UA. Con una massa di 12 masse gioviane, CHXR 73 b è appena sotto la soglia per la fusione del deuterio e così è, tecnicamente, un pianeta. Tuttavia, la grande distanza suggerisce che non possa essersi formato all'interno del piccolo disco protoplanetario della stella, ma dovrebbe essersi formato per collasso gravitazionale, così come è accaduto per la stella.

### Semantica
Infine, da un puro punto di vista del linguaggio, c'è la dicotomia creata tra "pianeta" e "pianeta nano". Il termine "pianeta nano" contiene due parole, un nome (pianeta) ed un aggettivo (nano). Così, il termine potrebbe suggerire che un pianeta nano è un tipo di pianeta, anche se l'Unione Astronomica Internazionale ha esplicitamente indicato che non lo è. Secondo questa accezione "pianeta nano" dovrebbe essere considerato un nome composto. Come ha notato Dava Sobel, storica e divulgatrice scientifica che ha contribuito a stendere la prima proposta avanzata dalla IAU nel 2006, «un pianeta nano non è un pianeta, ma in astronomia, ci sono stelle nane che sono stelle e galassie nane che sono galassie. Pianeta nano è un termine che nessuno può amare». In una intervista, Mike Brown ha detto che «La maggior parte degli studiosi di [astro]dinamica non avrebbero voluto il termine "pianeta nano", ma fu una forzatura imposta dai sostenitori di Plutone. Così siamo rimasti con questo ridicolo bagaglio di pianeti nani che non sono pianeti».
Viceversa, l'astronomo Robert Cumming dell'Osservatorio di Stoccolma nota che: «Il termine "pianeta minore" è stato più o meno sinonimo di "asteroide" per molto tempo. Quindi a me sembra piuttosto insensato lamentarsi dell'ambiguità o dei rischi di confusione derivanti dall'introduzione di "pianeta nano"».

### Voci generiche
- Astronomia
- Planetologia
- Meccanica celeste

### Sistema planetario
- Sistema planetario
- Pianeta extrasolare
- Sistema solare

### Oggetti del Sistema solare
- Pianeta
- Pianeta nano
- Corpo minore

### Liste
- Pianeti del sistema solare
- Cronologia della scoperta di pianeti e satelliti del Sistema solare
- Asteroidi principali del sistema solare
- Possibili pianeti nani del sistema solare